# Castellers de Montcada i Reixac
Els Castellers de Montcada i Reixac són la colla castellera de Montcada i Reixac, al Vallès Occidental, fundada l'any 1991. Van néixer l'any 1991 i van descarregar tota la gamma de castells de 7. L'any 1998 es va dissoldre la colla.
La colla fou refundada a l'any 2014 pel conegut Sr. Esteban, amb assaig inicial al conegut local de l'ABI, per després passar a assajar al gimnàs de EP. Mitja Costa del barri de Terra Nostra. En aquesta nova etapa, la colla és apadrinada pels Castellers de Sabadell i els Castellers de Badalona, ambdues colles apadrinades en l'anterior etapa per la colla de Montcada. El 2019 la colla no va poder revalidar la categoria de set i va tenir en el 2de6 el seu castell més gran, després que el 2018 i 2017 fos el 3de7.